# Amyema tetrapetala
Amyema tetrapetala är en tvåhjärtbladig växtart som först beskrevs av Dans., och fick sitt nu gällande namn av Bryan Alwyn Barlow. Amyema tetrapetala ingår i släktet Amyema och familjen Loranthaceae. Inga underarter finns listade i Catalogue of Life.